# ロンドン日本人学校
ロンドン日本人学校（ロンドンにほんじんがっこう、英語: The Japanese School in London）はロンドンのイーリング区アクトンにある日本人学校。日本の文部科学省、英国教育技能省より認定を受けた私立小中一貫教育校である。「日本人学校有限会社」として法人化している。また、ロンドン補習授業校も同校の一部である。
『Japanese Bankers in the City of London（ロンドン市にいる日本人銀行員）』の著者である酒井 順子は、この学校をロンドンの日本人コミュニティにおける「地理的な中心」だと述べている。

## 歴史

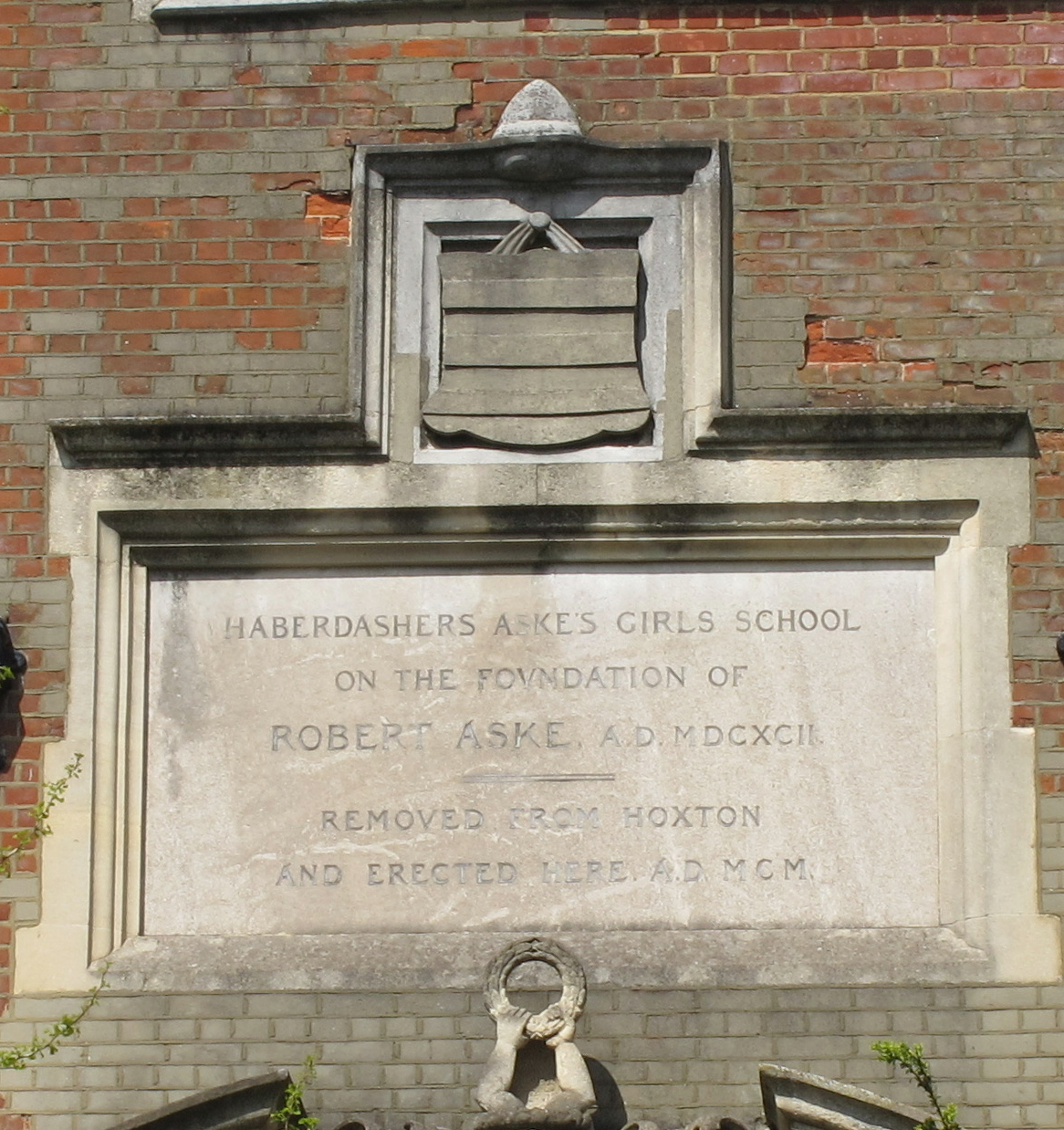
現校舎は元ハーバーダッシャーズ・アスケス女子学校である。

日本文部省によって運営されているロンドン日本人学校は日本の会社の出資で設立された。最初は1965年9月にシオンヌの聖母（Our Lady Sion）修道院にて「日本語会」として始まり、当時は教師4人と学生20人しかいなかった。その後、学生数が増えたため、1974年に文部省が教師を派遣して学校が正式な補習授業校に昇格した。文部省が1975年4月に初代校長の田中勝哉を派遣すると、全日制の日本人学校が1976年6月18日に開校した。
1976年10月時点の学生数は小学生54人、中学生25人だった。同月には校舎を日本クラブと日本大使館広報センターの建物に移した。1977年4月には再び移転してカムデン区の現ノース・ブリッジ・ハウス・スクールにあたる場所に移った。
1987年4月、ウェスト・アクトンにある元ハーバーダッシャーズ・アスケス女子学校の校舎に移転した。移転時点ではロンドンの日本人社会が拡大していた。
1987年時点の学生数は657人で、1991年時点の学生数は980人だった。
当校は、2009年の映画『17歳の肖像』の撮影地となった。

## 教育
文部科学省から派遣された教員および現地採用された教員、英会話講師により教育が行われている。教科書は教科書検定を受けたものを使用している。学習指導要領に準拠するとともに在外教育施設としての特色を生かした教育を行っている。
英会話の授業では、読む・書く・聞く・話す能力の向上に努めている。またICTを用いた授業が行われている。英会話講師は現地採用されて、レベル別英会話授業を行っており、上位A,B,Cは外国人教師、D,E以下からは日本語を話せる教師が教えている。
2014年のOfstedによる報告ではロンドン日本人学校に「改善の必要な学校」という評価を下した。学生の礼儀作法と安全性は「合格」という評価を得たが、リーダーシップ、運営管理、教授の質、学生の業績については改善の必要があるとされた。
開校以来、児童生徒文集の『緑と霧と』を毎年発刊して、在籍する児童生徒に配布している。2021年には創立45周年記念の『緑と霧と』の特別版『テムズ』が発刊された。

## 部活動
2022年現在、ダンス部、バスケットボール部、フットボール部、テニス部、バドミントン部、軽音楽部、美術部の8部活が活動している。

## 学生
2001年時点の学生数は583人である。また2012年時点でロンドンに居住している日本人の大半は子供を日本人学校か現地の学校に通学させている。2003年に『The Japanese in London: From transience to settlement?（ロンドンの日本人:一時滞在から定住に？）』の著者ポール・ホワイトは、「転勤してきた人でもわが子をロンドンにある日本人学校システムに預けるとは限らず」、ロンドンにあるイギリスの学校やインターナショナルスクールの一部が日本人学生を受け入れている、と述べた。

## 教師
1991年、全日制の日本人学校の教師は、3年間の人事異動（一時的な赴任期間）として日本の文部科学省により派遣されている。

## 交通
この学校には、ロンドンの様々な地域に住んでいる日本人学生の送迎を行うバスシステムがある。

## 資金面
学校は主に授業料によって資金調達をしているが、日本の文部科学省からの助成金や日本企業からの寄付金も受け取っている。
この学校は、他の英国のインデペンデント・スクールと同様に、慈善的地位（非営利かつ公益） を有している。